# Sonates KV 26-31 (Mozart)

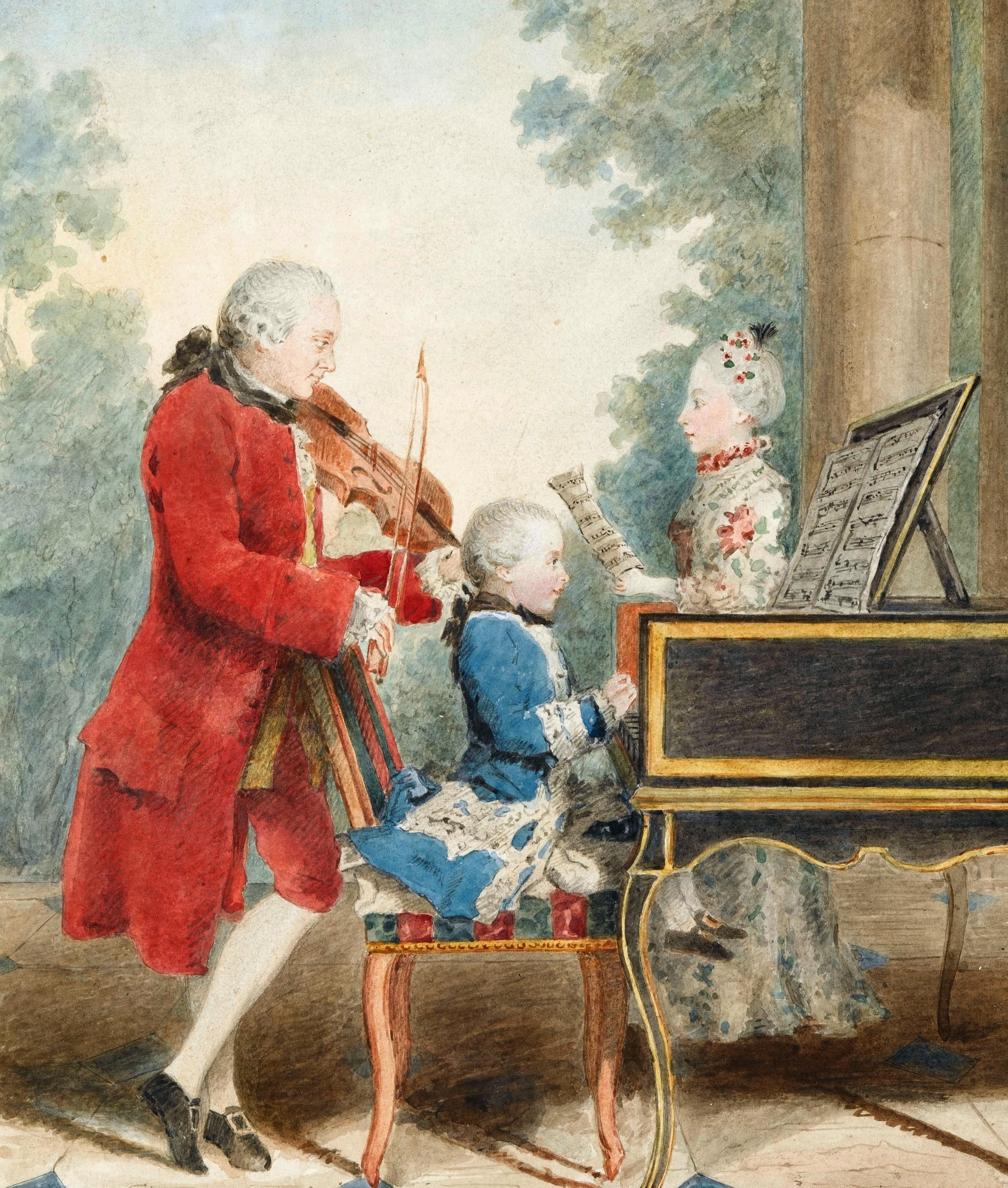
Représentation de la famille Mozart

Les six sonates pour clavecin avec accompagnement de violon KV. 26-31 de Mozart ont été composées en 1766 à La Haye durant la tournée européenne de la famille Mozart. Elles sont dédicacées à la Princesse Caroline d'Orange-Nassau à l'occasion du dix-huitième anniversaire de son frère, le prince d'Orange-Nassau. Elles ont été publiées par Mozart à La Haye en mars 1766 avec l'Opus 4.
Ces œuvres montrent le progrès dans la technique de composition par comparaison avec les précédentes sonates de Paris (KV 6-9) et de Londres (KV. 10-15), bien que comme pour les sonates précédentes, la partie du clavier domine et le violon peut être considéré comme facultatif.
Mozart a composé les trois séries de sonates accompagnées lors d'une tournée en Europe du nord-ouest. Ces types de sonates n'étaient pas bien reçues à Salzbourg. Mozart ne devait pas aborder à nouveau ce genre avant les années 1777-1778 lors d'une tournée à Mannheim et à Paris.

## Sonate enmi bémol majeur, KV. 26
1. Allegro molto, en mi bémol majeur
2. Adagio poco andante, en do mineur
3. Rondeaux (Allegro), en mi bémol majeur

## Sonate ensol majeur, KV. 27
1. Andante poco adagio, en sol majeur
2. Allegro, en sol majeur

## Sonate endo majeur, KV. 28
1. Allegro maestoso, en do majeur
2. Allegro grazioso, en do majeur

## Sonate enré majeur, KV. 29
1. Allegro molto, en ré majeur
2. Menuetto and Trio, en ré majeur (trio en ré mineur)

## Sonate enfa majeur, KV. 30
1. Adagio, en fa majeur
2. Rondeaux (Tempo di Menuetto)

## Sonate ensi bémol majeur, KV. 31
1. Allegro, en si bémol majeur
2. Tempo di Menuetto (Moderato)